# Primas český

Znak českého primase, arcibiskupa pražského, Jana Graubnera

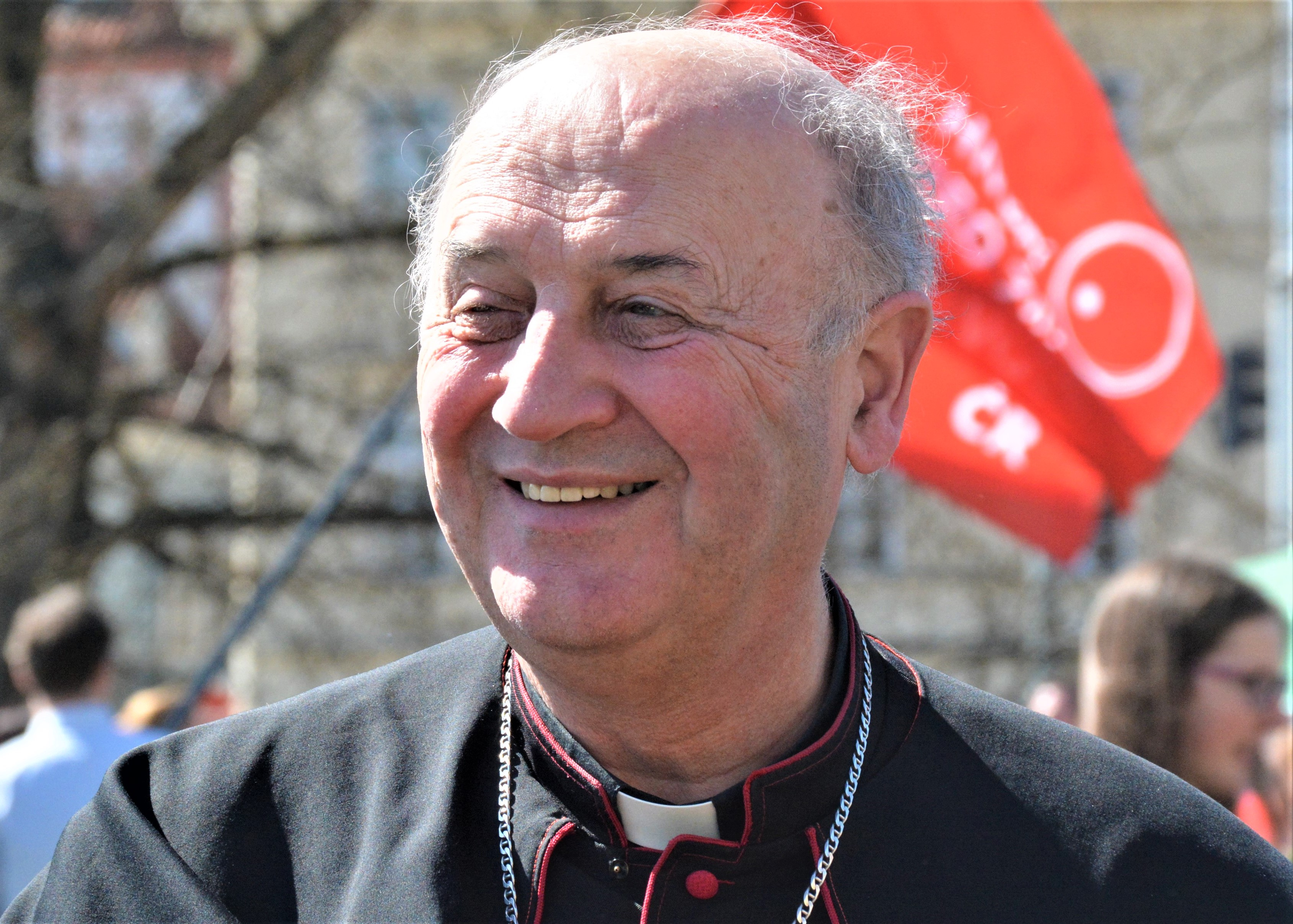
Primas český Jan Bosco Graubner

Primas český (latinsky primas Bohemiae) je čestný titul arcibiskupa pražského, který je z titulu arcibiskupa současně hlavou (metropolitou) české církevní provincie. Titul českého primase je pražským arcibiskupům udělován od roku 1627. Titul je spojen s výsadou korunovat českého krále, nevyplývá z něj žádná jurisdikce.

## Historie
Primas je zpravidla hlavní představitel nejstaršího biskupství v daném království. V Čechách to bylo pražské biskupství založené v roce 973 a povýšené na arcibiskupství v roce 1344. Titul českého primase byl zaveden teprve v roce 1667 na základě obnoveného zřízení zemského.  
Prvním primasem byl Arnošt Vojtěch kardinál z Harrachu. V pořadí 24. primasem byl kardinál Duka, 25.  českým primasem, je arcibiskup Jan Graubner.